# دوري كرة القدم الأمريكية 1983
دوري كرة القدم الأمريكية 1983 هو موسم من دوري كرة القدم الأمريكية ‏. فاز فيه جاكسونفيل تي من ‏.